# Kazimierówka (rejon brasławski)
Kazimierówka – dawny folwark. Tereny na których leżał znajdują się obecnie na Białorusi, w obwodzie witebskim, w rejonie brasławskim, w sielsowiecie Druja.

## Historia
W czasach zaborów w gminie Druja, w powiecie dzisieńskim, w guberni wileńskiej Imperium Rosyjskiego.
W latach 1921–1945 zaścianek a następnie folwark leżał w Polsce, w województwie wileńskim, w powiecie dziśnieńskim, od 1926 w powiecie brasławskim, w gminie Druja.
Według Powszechnego Spisu Ludności z 1921 roku zamieszkiwało tu 17 osób, 3 były wyznania rzymskokatolickiego a 14 staroobrzędowego. Jednocześnie 1 mieszkaniec  zadeklarował polską przynależność narodową, 2 białoruską a 14 rosyjską. Były tu 2 budynki mieszkalne. W 1931 w 1 domu zamieszkiwało 12 osób.
Wierni należeli do parafii rzymskokatolickiej i prawosławnej w Drui. Miejscowość podlegała pod Sąd Grodzki w Drui i Okręgowy w Wilnie; właściwy urząd pocztowy mieścił się w Drui.